# 아산충무고등학교
아산충무고등학교(牙山忠武高等學校)는 충청남도 아산시에 있는 공립 고등학교이다.

## 학교 연혁
- 2023년 10월 27일 : 아산충무고등학교 설립인가(25학급)
- 2025년 3월 1일 : 아산충무고등학교 개교
- 2025년 3월 1일 : 재1대 엄기일 교장 취임
- 2025년 3월 4일 : 제1회 입학식(입학생 170명)